# Светий Врх
Светий Врх (словен. Sveti Vrh) — поселення в общині Мокроног-Требелно, регіон Південно-Східна Словенія, Словенія.